# ميلاني مورغان
ميلاني مورغان (بالإنجليزية: Melanie Morgan)‏ هي مقدمة برامج إذاعية وصحفية أمريكية، ولدت في 8 ديسمبر 1956 في كانساس سيتي في الولايات المتحدة.

## وصلات خارجية
- الموقع الرسمي
- ميلاني مورغان على موقع IMDb (الإنجليزية)
- ميلاني مورغان على موقع إن إن دي بي (الإنجليزية)